# Shinji Kagawa
Shinji Kagawa (香川 真司 Kagawa Shinji?), född 17 mars 1989 i Kobe, är en japansk fotbollsspelare som spelar för belgiska Sint-Truiden. Han har även deltagit för det japanska landslaget, i bland annat världsmästerskapet i fotboll 2014 och det asiatiska mästerskapet i fotboll 2011 som Japan vann.

## Klubbkarriär
Kagawa påbörjade sin professionella fotbollskarriär i sitt hemland, Japan, spelandes Cerezo Osaka innan han år 2010 värvades till Bundesliga av Borussia Dortmund. Två år senare värvades han till engelska Premier League för spel i Manchester United där han den 2 mars 2013 blev den förste asiat att göra hat-trick i ligan. Två år senare återvände han till Dortmund.
Den 31 januari 2019 lånades Kagawa ut till turkiska Beşiktaş på ett låneavtal över resten av säsongen 2018/2019. Den 9 augusti 2019 värvades Kagawa av spanska Segunda División-klubben Real Zaragoza, där han skrev på ett tvåårskontrakt. Den 2 oktober 2020 kom Real Zaragoza och Kagawa överens om att bryta kontraktet.
Den 27 januari 2021 värvades Kagawa av grekiska PAOK, där han skrev på ett 1,5-årskontrakt. Den 18 december 2021 lämnade Kagawa klubben. Den 10 januari 2022 värvades han av belgiska Sint-Truiden. Den 1 februari 2023 värvades Kagawa av den Japanska klubben Cerezo Osaka.

## Landslagskarriär
Kagawa deltog för Japans U-20 landslag som deltog i U20-världsmästerskapet 2007 i Kanada. Vid 19 års ålder spelade han både för U-20 och U-23 och deltog även i de Olympiska sommarspelen 2008 i Peking.Han debuterade för det japanska seniorlaget den 24 maj 2008 i en vänskapsmatch mot Elfenbenskusten som Japan vann med 1-0. och den 9 oktober gjorde han sitt första mål i en vänskapsmatch mot Förenade Arabemiraten. 
Han blev uttagen av den japanska förbundskaptenen Alberto Zaccheroni till de asiatiska mästerskapet i fotboll 2011. I kvartsfinalen mot Qatar stod Kagawa för två mål, matchen vanns av Japan med 3-2. I semifinalen mot Sydkorea skadade sig Kagawa och missade därför finalen mot Australien. Japan vann finalen med 1-0 och blev därmed asiatiska mästare.
Han deltog för Japan i världsmästerskapet 2014. Den 15 december  tog Japans förbundskapten ut Kagawa till det asiatiska mästerskapet i fotboll 2015.

## Karriärstatistik

### Klubblag
| Säsong    | Lag               | Division | Tröjnummer | Matcher | Mål |
| --------- | ----------------- | -------- | ---------- | ------- | --- |
| 2006      | Cerezo Osaka      | 1        | 29         | 0       | 0   |
| 2007      | Cerezo Osaka      | 2        | 26         | 35      | 5   |
| 2008      | Cerezo Osaka      | 2        | 26         | 35      | 16  |
| 2009      | Cerezo Osaka      | 2        | 8          | 44      | 27  |
| 2010      | Cerezo Osaka      | 1        | 8          | 11      | 7   |
| 2010/2011 | Dortmund          | 1        | 23         | 18      | 8   |
| 2011/2012 | Dortmund          | 1        | 23         | 31      | 13  |
| 2012/2013 | Manchester United | 1        | 26         | 20      | 6   |
| 2013/2014 | Manchester United | 1        | 26         | 18      | 0   |
| 2014/2015 | Dortmund          | 1        | 7          | 28      | 5   |
| 2015/2016 | Dortmund          | 1        | 23         | 29      | 9   |
| 2016/2017 | Dortmund          | 1        | 23         | 21      | 1   |
| 2017/2018 | Dortmund          | 1        | 23         | 18      | 5   |

### Mål i det japanska landslaget
| Nr  | Datum             | Plats                                    | Motståndare           | Resultat | Tävling                     |
| --- | ----------------- | ---------------------------------------- | --------------------- | -------- | --------------------------- |
| 1.  | 9 oktober 2008    | Niigata Stadium, Niigata                 | Förenade arabemiraten | 1–1      | Kirin Challenge Cup 2008    |
| 2.  | 4 februari 2009   | Tokyos Olympiastadion, Tokyo             | Finland               | 5–1      | Vänskapsmatch               |
| 3.  | 4 september 2010  | Nissan Stadium, Yokohama                 | Paraguay              | 1–0      | Kirin Challenge Cup 2010    |
| 4.  | 21 januari 2011   | Al-Gharafa Stadium, Doha                 | Qatar                 | 3–2      | Asiatiska mästerskapet 2011 |
| 5.  | 21 januari 2011   | Al-Gharafa Stadium, Doha                 | Qatar                 | 3–2      | Asiatiska mästerskapet 2011 |
| 6.  | 10 augusti 2011   | Sapporo Dome, Sapporo                    | Sydkorea              | 3–0      | Vänskapsmatch               |
| 7.  | 10 augusti 2011   | Sapporo Dome, Sapporo                    | Sydkorea              | 3–0      | Vänskapsmatch               |
| 8.  | 11 oktober 2011   | Nagai Stadium, Osaka                     | Tadzjikistan          | 8–0      | Kval till VM 2014           |
| 9.  | 11 oktober 2011   | Nagai Stadium, Osaka                     | Tadzjikistan          | 8–0      | Kval till VM 2014           |
| 10. | 23 maj 2012       | Shizuoka Stadium, Fukuroi                | Azerbajdzjan          | 2–0      | Vänskapsmatch               |
| 11. | 8 juni 2012       | Saitama Stadium, Saitama                 | Jordanien             | 6–0      | Kval till VM 2014           |
| 12. | 12 oktober 2012   | Stade de France, Paris                   | Frankrike             | 1–0      | Vänskapsmatch               |
| 13. | 26 mars 2013      | King Abdullah Stadium, Amman             | Jordanien             | 1–2      | Kval till VM 2014           |
| 14. | 20 juni 2013      | Arena Pernambuco, São Lourenço da Mata   | Italien               | 3–4      | Confederations Cup 2013     |
| 15. | 14 augusti 2013   | Miyagi Stadium, Rifu                     | Uruguay               | 2–4      | Vänskapsmatch               |
| 16. | 10 september 2013 | Saitama Stadium, Saitama                 | Ghana                 | 3–1      | Vänskapsmatch               |
| 17. | 5 mars 2014       | Tokyos Olympiastadion, Tokyo             | Nya Zeeland           | 4–2      | Vänskapsmatch               |
| 18. | 2 juni 2014       | Raymond James Stadium, Tampa             | Costa Rica            | 3–1      | Vänskapsmatch               |
| 19. | 7 juni 2014       | Raymond James Stadium, Tampa             | Zambia                | 4–3      | Vänskapsmatch               |
| 20. | 20 januari 2015   | Melbourne Rectangular Stadium, Melbourne | Jordanien             | 2–0      | Asiatiska mästerskapet 2015 |
| 21. | 3 september 2015  | Saitama Stadium, Saitama                 | Kambodja              | 3–0      | Kval till VM 2018           |
| 22. | 8 september 2015  | Azadi, Teheran                           | Afghanistan           | 6–0      | Kval till VM 2018           |
| 23. | 8 september 2015  | Azadi, Teheran                           | Afghanistan           | 6–0      | Kval till VM 2018           |
| 24. | 29 mars 2016      | Saitama Stadium, Saitama                 | Syrien                | 5–0      | Kval till VM 2018           |
| 25. | 29 mars 2016      | Saitama Stadium, Saitama                 | Syrien                | 5–0      | Kval till VM 2018           |
| 26. | 3 juni 2016       | Toyota Stadium, Toyota                   | Bulgarien             | 7–2      | Kirin Cup 2016              |
| 27. | 3 juni 2016       | Toyota Stadium, Toyota                   | Bulgarien             | 7–2      | Kirin Cup 2016              |
| 28. | 28 mars 2017      | Saitama Stadium, Saitama                 | Thailand              | 4–0      | Kval till VM 2018           |
| 29. | 10 oktober 2017   | Nissan Stadium, Yokohama                 | Haiti                 | 3–3      | Vänskapsmatch               |
| 30  | 12 juni 2018      | Tivoli-Neu, Innsbruck                    | Paraguay              | 4–2      | Vänskapsmatch               |
| 31  | 19 juni 2018      | Mordovia Arena, Saransk                  | Colombia              | 2–1      | VM 2018                     |

- Det japanska resultatet står alltid först.